# Anneville-sur-Mer
Anneville-sur-Mer és un municipi francès situat al departament de la Manche i a la regió de Normandia. L'any 2007 tenia 221 habitants.

## Demografia

### Població
El 2007 la població de fet d'Anneville-sur-Mer era de 221 persones. Hi havia 113 famílies de les quals 36 eren unipersonals (16 homes vivint sols i 20 dones vivint soles), 61 parelles sense fills, 8 parelles amb fills i 8 famílies monoparentals amb fills.
La població ha evolucionat segons el següent gràfic:
Habitants censats

### Habitatges
El 2007 hi havia 427 habitatges, 112 eren l'habitatge principal de la família, 308 eren segones residències i 7 estaven desocupats. Tots els 269 habitatges eren cases. Dels 112 habitatges principals, 79 estaven ocupats pels seus propietaris, 29 estaven llogats i ocupats pels llogaters i 3 estaven cedits a títol gratuït; 1 tenia una cambra, 6 en tenien dues, 19 en tenien tres, 31 en tenien quatre i 54 en tenien cinc o més. 78 habitatges disposaven pel capbaix d'una plaça de pàrquing. A 66 habitatges hi havia un automòbil i a 39 n'hi havia dos o més.

### Piràmide de població
La piràmide de població per edats i sexe el 2009 era:
| Homes | Edats   | Dones |
| ----- | ------- | ----- |
| 0     | 95 o +  | 0     |
| 0     | 90 a 94 | 0     |
| 0     | 85 a 89 | 4     |
| 8     | 80 a 84 | 4     |
| 4     | 75 a 79 | 20    |
| 8     | 70 a 74 | 0     |
| 4     | 65 a 69 | 12    |
| 4     | 60 a 64 | 8     |
| 0     | 55 a 59 | 0     |
| 4     | 50 a 54 | 8     |
| 12    | 45 a 49 | 8     |
| 8     | 40 a 44 | 4     |
| 0     | 35 a 39 | 8     |
| 4     | 30 a 34 | 0     |
| 8     | 25 a 29 | 4     |
| 4     | 20 a 24 | 4     |
| 4     | 15 a 19 | 4     |
| 4     | 10 a 14 | 0     |
| 4     | 5 a 9   | 0     |
| 0     | 0 a 4   | 4     |

## Economia
El 2007 la població en edat de treballar era de 130 persones, 91 eren actives i 39 eren inactives. De les 91 persones actives 86 estaven ocupades (49 homes i 37 dones) i 5 estaven aturades (1 home i 4 dones). De les 39 persones inactives 22 estaven jubilades, 3 estaven estudiant i 14 estaven classificades com a «altres inactius».

### Ingressos
El 2009 a Anneville-sur-Mer hi havia 113 unitats fiscals que integraven 247 persones, la mediana anual d'ingressos fiscals per persona era de 17.499 €.

### Activitats econòmiques
Dels 6 establiments que hi havia el 2007, 3 eren d'empreses de construcció i 3 d'empreses d'hostatgeria i restauració.
Dels 4 establiments de servei als particulars que hi havia el 2009, 2 eren fusteries, 1 empresa de construcció i 1 restaurant.
L'any 2000 a Anneville-sur-Mer hi havia 7 explotacions agrícoles que ocupaven un total de 136 hectàrees.

## Poblacions més properes
El següent diagrama mostra les poblacions més properes.